# Arnau Domènech
Arnau Domènech (Mallorca ?, s. XV) fue un cartógrafo mallorquín del cual se conservan una carta portulana decorada hecha en 1486 en Nápoles que se conserva en el Museo Marítimo de Greenwich. En ella, Domènech se declara discípulo de Pere Rossell: Arnaldus domenech dizipulus petri Rossell...
También se conserva en la Biblioteca del Congreso de Estados Unidos una guía suya de pesos y medidas escrita en 1484.
Sigue las convenciones cartográficas y decorativas de su maestro y la lengua de sus mapas es el catalán.